# NGC 4134
NGC 4134 (другие обозначения — UGC 7130, MCG 5-29-23, ZWG 158.31, KUG 1206+294, IRAS12066+2927, PGC 38605) — спиральная галактика (Sb) в созвездии Волосы Вероники.
Этот объект входит в число перечисленных в оригинальной редакции «Нового общего каталога».
В галактике вспыхнула сверхновая SN 2014cn типа IIP, её пиковая видимая звездная величина составила 17,6.
Галактика NGC 4134 входит в состав группы галактик NGC 4185. Помимо NGC 4134 в группу также входят ещё 12 галактик.